# Copaifera nana
Copaifera nana är en ärtväxtart som beskrevs av Carlos Toledo Rizzini. Copaifera nana ingår i släktet Copaifera, och familjen ärtväxter. Inga underarter finns listade i Catalogue of Life.